# Huara marplesi
Huara marplesi är en spindelart som beskrevs av Forster och Wilton 1973. Huara marplesi ingår i släktet Huara och familjen Amphinectidae. Inga underarter finns listade i Catalogue of Life.